# 水轮机

水力發電機剖面圖

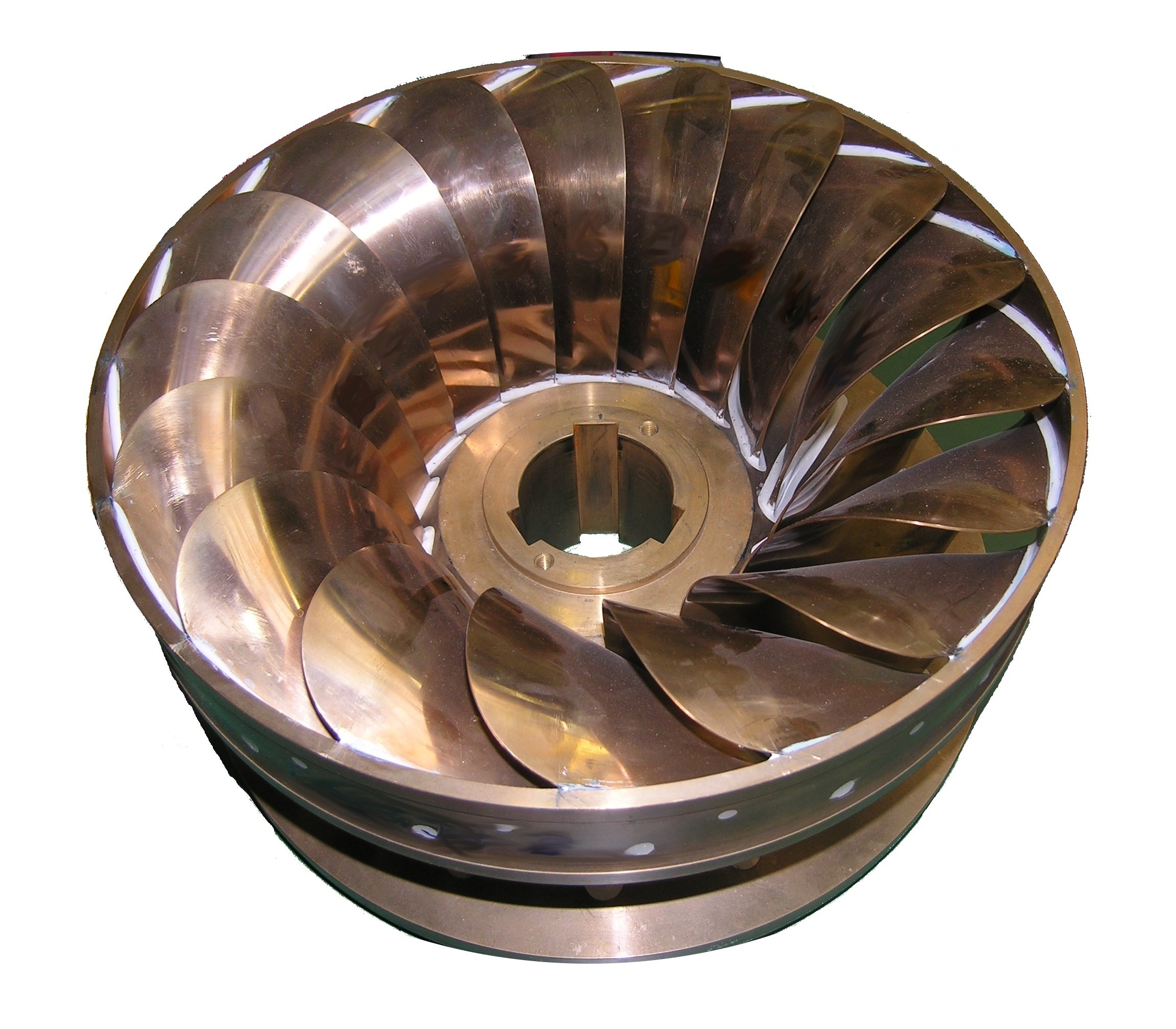
水力發電機的扇葉

水轮机（water turbine）是水电站中将水流的动能转化为机械能的设备。
通过水电站的拦河坝将水流集中，让水通过压力水管引至水轮机，冲击水轮机转动，并由水轮机带动与其连接的发电机产生电能。

## 分类
按工作原理分反击式水轮机, 冲击式水轮机及水泵水轮机。

### 反击式水轮机
反击式水轮机是利用水流的压力和动能来做功。按水流通过转轮叶片方向不同分为混流式、轴流式、斜流式、贯流式。

### 冲击式水轮机
冲击式水轮机是利用高速水流冲击叶片或水斗来做功。按冲击方式不同有切击式、斜击式、双击式。

### 水泵水轮机
另有一种水泵水轮机是一种可逆式水轮机，即可作水轮机，也可做水泵，分为混流式、轴流式、斜流式三种，一般用于抽水蓄能电站。

## 调速系統
水电站中，人为改变水的落差是很难的，应电力系统负荷需要，通过水轮机的调速系统即可改变进入水轮机的水流量，从而达到调整机组负荷，并保证生产电能的频率符合要求。
调速系统中最重要的部件就是调速器，它不光控制导水叶开度来实现进入水轮机的水流量，还控制发电机组的启停、紧急停机、更改机组运行方式等。